# Abachausia grisea
Abachausia grisea är en fjärilsart som beskrevs av Boris Ivan Balinsky 1994. Abachausia grisea ingår i släktet Abachausia och familjen mott. Inga underarter finns listade i Catalogue of Life.